# Campiglossa melaena
Campiglossa melaena este o specie de muște din genul Campiglossa, familia Tephritidae. A fost descrisă pentru prima dată de Erich Martin Hering în anul 1941. Conform Catalogue of Life specia Campiglossa melaena nu are subspecii cunoscute.